# Trianglu

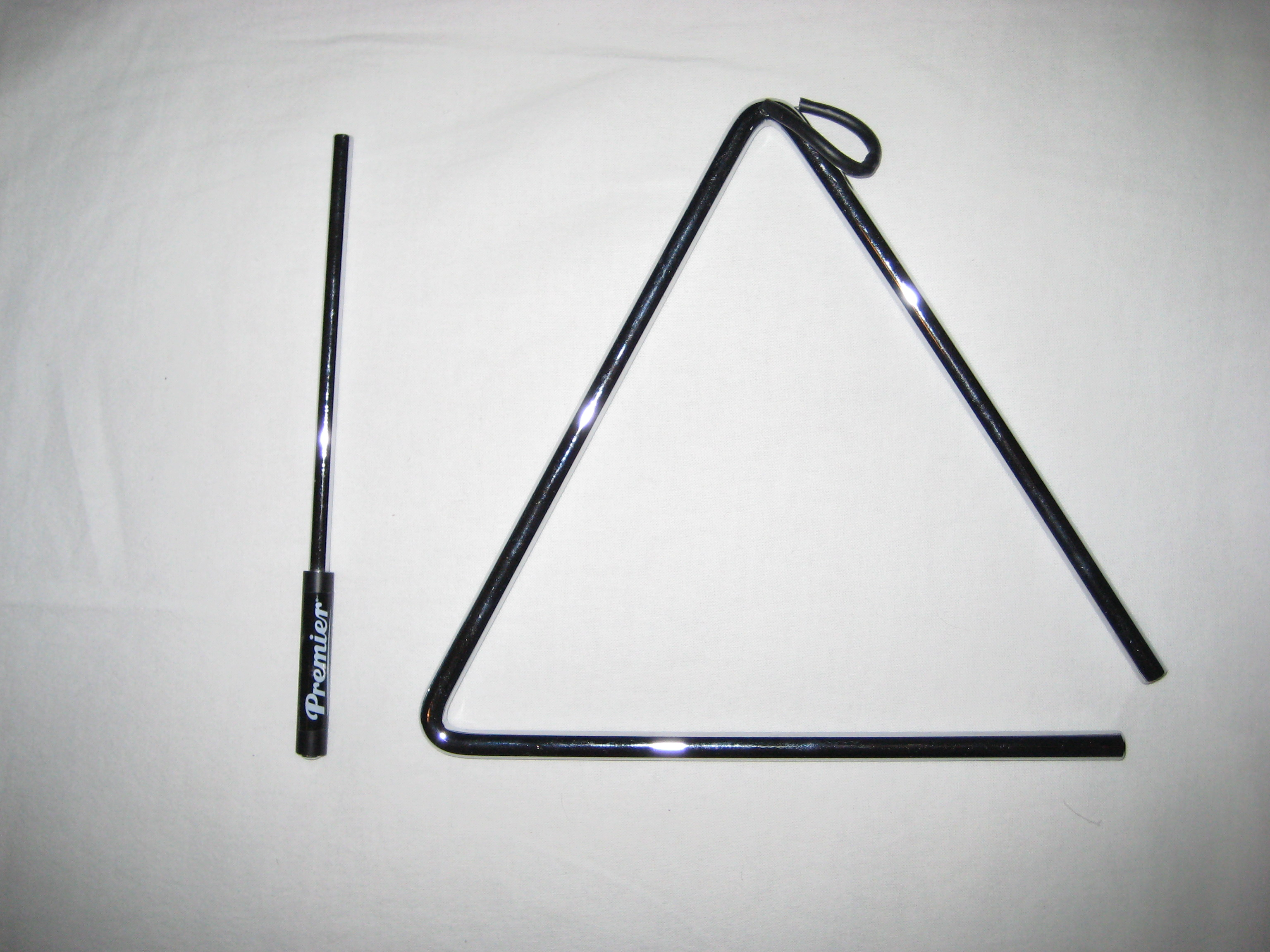
Trianglu

Trianglul este un instrument muzical din familia instrumentelor de percuție. Fiind un instrument muzical idiofon, el constă dintr-o bară (tijă) de metal cu secțiune rotundă, de obicei oțel, îndoită în formă de triunghi echilateral cu un unghi deschis. Ținut suspendat de muzician, trianglul produce sunetele prin lovirea cu o tijă din același material.
În ce privește cele trei laturi ale triunghiului, se face o distincție între piciorul inferior (orizontal) și piciorul lateral drept respectiv stâng. Pentru folosire instrumentul este atârnat în colțul de sus cu ajutorul unei bucle subțiri cu ajutorul căreia este ținut liber în mână (la lovirea cu o singură tijă) sau atârnat de un suport (la lovirea cu două tije). De asemenea, trianglul poate fi ținut în mână fără a fi necesară bucla de susținere.

## Construcție

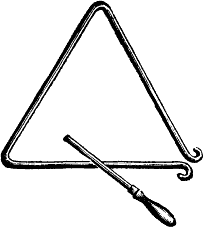
Trianglu cu capetele îndoite spre exterior

Trianglul poate avea diferite dimensiuni în funcție de domeniul de folosire. Modelele mari sunt folosite mai ales în orchestrele simfonice, cele mai mici în educația muzicală incipientă, în grupuri muzicale sau în metoda pedagogică concepută de Carl Orff. Trianglurile profesionale de concert sau de orchestră au lungimea laturii de 14 până la 30 cm, iar cele mai mici în jur de 10 până la 24 cm. Diametrul tijelor de oțel pentru lovire măsoară între 7 și 16 mm, în funcție de mărime. Astăzi, capetele tijelor la unghiul deschis sunt fie boante (tăiate drept), fie conice. La modelele mai vechi sau modelele speciale de comandă, capetele conice sunt ușor îndoite spre exterior. Diametrul tijei de lovire variază de la aproximativ 2 până la 9 mm, iar lungimea ei este de 15 până la 25 cm.
Pentru calitatea și tonalitatea sunetului, important este locul unde se aplică lovitura cu tija de oțel. Loviturile forte sunt executate pe latura orizontală, în timp ce loviturile piano sunt executate pe latura dreaptă în treimea superioară. Rotările se executa în colțul interior, superior, lovind alternativ cele două picioare laterale.
Tonurile sunetelor acestui instrument sunt clare și pătrunzătoare, având cea mai înaltă frecvență dintre toate instrumentele muzicale ale unei orchestre.

## Istorie
Trianglul a fost menționat într-un manuscris din secolul al X-lea. Spre deosebire de trianglul de astăzi, vechiul instrument, trapezoidal sau în formă de etrier, era închis și avea adesea trei sau mai multe inele metalice care vibrau pe latura inferioară. Numele timpuriu din limba germană Stegereif și din limba italiană staffa sunt derivate de la forma etrierului. Trianglurile medievale aveau, de asemenea, inele de fier pe piciorul inferior. La sfârșitul secolului al XIV-lea, un manuscris prezintă un trianglu fără aceste inele. Trianglul a fost adesea descris ca fiind un instrument muzical al îngerilor muzicali și al altor figuri biblice.
În Syntagma musicum (vol. 2: Organographia)  Michael Praetorius descrie în 1619 un trianglu cu inele pe latura inferioară care trebuie să fi avut un sunet de clinchet. El prezenta două modele de trianglu: primul tip cu formă triunghiulară numit Crepitaculum, un trianglu pe care îl include inițial în categoria instrumentelor „numite percussa, instrumente de lovit…”. Mai târziu el plasează trianglul în afara sistemului său și îl include în lista „instrumentelor rustice” adoptată apoi de muzicianul Sebastian Virdung. În Theatrum Instrumentum din1620 în tabelul XXII la nr. 5 este prezentat trianglul echilateral, deschis, cu un ciocnel asociat. Capetele conice ale tijei erau îndoite spre exterior într-o formă de cârlig pentru a împiedica căderea celor cinci inele metalice aflate pe latura inferioară. Un al șaselea inel aflat în unghiul superior ținea bucla din piele folosită pentru a stabiliza poziția trianglului. El numește al doilea tip de triunghi, cu formă de etrier, „Crotalum, cunoscut în mod obișnuit ca triunghi”. Aceasta apare alături de alte instrumente în tabelul XLI la nr. 15. Și aici trianglul este prezentat împreună cu un ciocănel. Acesta este gros și are un mâner sferic la capăt. Instrumentul are forma unui etrier: două colțuri în partea de jos și un arc rotund în partea de sus fiind echipat neobișnuit cu 18 inele.
Marin Mersenne a publicat Harmonie Universume în 1636, la 17 ani după apariția Syntagma musicum a lui Michael Praetorius. În Traité des instruments (vol. 7: Instrumente de percuție) el a descris în detaliu trianglul (les Cymbales) oferind informații despre materialul, forma, sunetele produse și utilizarea instrumentului. În clasificarea instrumentelor muzicale, Marin Mersenne include trianglul în categoria a 3-a care cuprinde instrumentele de percuție (la percussion ou la batterment). Trianglul descris este echilateral, închis și prevăzut cu cinci inele pentru clinchet. Colțurile sale nu sunt rotunjite ci ascuțite. Instrumentul era din argint, alamă sau alte metale, dar de obicei din oțel, la fel ca tija pentru lovire.
Cunoscut în Europa încă din secolul al XIV-lea, trianglul a fost introdus în componența orchestrelor în secolul al XVIII-lea.